# Цуй, Макс
Макс Цуй (кит. трад. 徐耀宗, нем. Max Tsui; род. 29 октября 1979, Мюнхен) — немецкий режиссёр  рекламных роликов и  кинооператор. Известен своими фильмами, такими как Darth Maul: Apprentice (2016), World of Wolfram (2016) и Scorpion (2018).

## Биография
Макс Цуй родился в Мюнхене в 1979 году. Его родители родом из Гонконга, и он свободно владеет кантонским диалектом китайского языка. С 2004 по 2014 годы он учился на факультете дизайна Университета прикладных наук Дортмунда, где изучал операторское мастерство. Одним из его первых проектов стала работа оператором на первом в Германии веб-сериале Nina’s Welt в 2006 году. Сериал стал важной вехой в карьере Цуя, открыв ему двери в мир кино и рекламы.
Цуй добился признания на фестивалях с короткометражным фильмом Haltlos — Keine Zweite Gelegenheit (2006), где главные роли исполнили Дайана Виллемс и Марлон Кителль. В 2015 году его дипломный проект Steampunk Coke, где он выступил как режиссёр, оператор и сценарист, завоевал несколько международных наград в области рекламных роликов.

## Карьера

### Режиссура и операторская работа
После окончания университета Макс Цуй активно работал как оператор и режиссёр в рекламной индустрии. Среди его заметных рекламных проектов — работы для таких брендов, как Absolut Vodka, Nissan, Mazda, Coca-Cola, FujiFilm и Sennheiser.
Цуй также сотрудничал с такими режиссёрами, как Барис Аладаг, и реализовал проекты для музыкальных видео популярных исполнителей, включая Жан-Мишеля Жарра и Филиппа Диттбернера. Одним из его ключевых достижений стало участие в создании фан-фильма Darth Maul: Apprentice, который набрал миллионы просмотров на YouTube и получил премию Webvideopreis Deutschland в категории «Лучшее видео года» в 2016 году.
В 2018 году Цуй снял свой первый полнометражный фильм Scorpion (режиссёр Мухлиса Азизова) — триллер, съёмки которого проходили в Узбекистане, России и Марокко. Фильм был высоко оценён за операторскую работу, а Цуй также провёл мастер-классы для молодых узбекских кинематографистов в рамках этого проекта.

### Участие в фестивалях и жюри
Макс Цуй был членом жюри на 4-м Международном кинофестивале ProLogue в Узбекистане в 2018 году. В том же году он получил премию Cannes Corporate Media & TV Award за режиссуру рекламного ролика для бренда Sennheiser.

## Фильмография

### Режиссёрские работы (избранное)
• Absolut Vodka — In an Absolute World (2007)
• Nissan Micra — Wendekreis (2008)
• Coca-Cola — Steampunk Coke (2014)
• Sennheiser — The inner Voice (2017)

### Операторские работы (избранное)
• Nina’s Welt (2006)
• Darth Maul: Apprentice (2016)
• World of Wolfram (2016)
• Scorpion (2018)
• Die Pfefferkörner (2020)

## Награды
- Young Director Award (2015) — за фильм Steampunk Coke
- Art Directors Club Deutschland[нем.] — за фильм Steampunk Coke'[7]
- Webvideopreis Deutschland[нем.] (2016) — за фильм Darth Maul: Apprentice[нем.]
- Los Angeles Web Series Festival[англ.] (2017) — за веб-сериал World of Wolfram[нем.]
- Cannes Corporate Media & TV Award[англ.] (2018) — за режиссуру рекламного ролика Sennheiser